# УСК Тризуб (Торонто)
УСК «Тризуб» (Український спортовий клуб «Тризуб»; Ukrainian Sports Club Toronto Tridents) — українське спортивне товариство з канадського міста Торонто.
Товариство заснували українські емігранти, які після  Другої світової війни опинилися в Канаді. Футбольна команда УСК «Тризуб» грала в Національній Соккер-Лізі в 1953-1960 роках.
| Рік  | Дивізіон | Ліга | місце в сезоні | Playoffs |
| ---- | -------- | ---- | -------------- | -------- |
| 1953 | "1"      | NSL  | 4              |          |
| 1954 | "1"      | NSL  | 6              |          |
| 1955 | "1"      | NSL  | 7              |          |
| 1956 | "1"      | NSL  | 4              |          |
| 1957 | "1"      | NSL  | 6              |          |
| 1958 | "1"      | NSL  | 9              |          |
| 1959 | "1"      | NSL  | 11             |          |
| 1960 | "1"      | NSL  | 13             |          |

## Відомі гравці
- Aleksandar Arangelovic
- Walter Bobinec
- Michel Campo
- Jack McKinnon
- Frank Pike
- Ted Virba
- Juan Warecki
- Остап Стецьків
- Олександр Скоцень